# Lista de partidos políticos na Islândia
Esta é uma lista dos partidos políticos da Islândia.

## Partidos políticos

### Partidos políticos com representantes eleitos no Althing e Governos locais
| Nome | Nome                                                                 | Nome |  | Líder                          | Ideologia                                                                                | Espectro                   | Althing | Presidentes de Câmara | Membros de governos locais |
| ---- | -------------------------------------------------------------------- | ---- |  | ------------------------------ | ---------------------------------------------------------------------------------------- | -------------------------- | ------- | --------------------- | -------------------------- |
|      | Partido da Independência Sjálfstæðisflokkurinn                       | D    |  | Bjarni Benediktsson            | Conservadorismo liberal, Liberalismo económico, Eurocepticismo                           | Centro-direita a Direita   | 16 / 63 | 12 / 72               | 118 / 504                  |
|      | Movimento de Esquerda Verde Vinstrihreyfingin-grænt framboð          | V    |  | Katrín Jakobsdóttir            | Socialismo democrático, Ecossocialismo, Pacifismo, Feminismo, Eurocepticismo             | Centro-esquerda a Esquerda | 11 / 63 | 0 / 72                | 8 / 504                    |
|      | Partido do Progresso Framsóknarflokkurinn                            | B    |  | Sigurður Ingi Jóhannsson       | Liberalismo, Centrismo, Agrarianismo, Euroceticismo                                      | Centro a Centro-direita    | 8 / 63  | 3 / 72                | 45 / 504                   |
|      | Partido do Centro Miðflokkurinn                                      | M    |  | Sigmundur Davíð Gunnlaugsson   | Centrismo, Populismo, Agrarianismo, Eurocepticismo                                       | Centro-direita             | 9 / 63  | 0 / 72                | 9 / 504                    |
|      | Aliança Social Democrática Samfylkingin jafnaðarmannaflokkur Íslands | S    |  | Logi Már Einarsson             | Social democracia, Progressismo, Feminismo, Europeísmo                                   | Centro-esquerda            | 7 / 63  | 1 / 72                | 29 / 504                   |
|      | Partido Pirata Pírataflokkurinn                                      | P    |  | Þórhildur Sunna Ævarsdóttir    | Política pirata, Democracia direta                                                       | Sincrético                 | 6 / 63  | 0 / 72                | 2 / 504                    |
|      | Partido da Reforma Viðreisn                                          | C    |  | Þorgerður Katrín Gunnarsdóttir | Liberalismo, Liberalismo verde, Europeísmo                                               | Centro a Centro-direita    | 4 / 63  | 0 / 72                | 6 / 504                    |
|      | Partido do Povo Flokkur Fólksins                                     | F    |  | Inga Sæland                    | Socialismo, Populismo, Direitos das pessoas com deficiência, Anti-pobreza, Euroceticismo | Esquerda                   | 2 / 63  | 0 / 72                | 1 / 504                    |
|      | Partido Socialista Islandês Sósíalistaflokkur Íslands                | J    |  | Gunnar Smári Egilsson          | Socialismo                                                                               | Esquerda                   | 0 / 63  | 0 / 72                | 1 / 504                    |

### Partidos políticos sem representantes eleitos no Althing e Governos locais
| Nome | Nome                                                              | Nome |  | Líder                 | Ideologia | Espectro                   | Althing | Presidentes de Câmara | Membros de governos locais |
| ---- | ----------------------------------------------------------------- | ---- |  | --------------------- | --- | -------------------------- | ------- | --------------------- | -------------------------- |
|      | Futuro Luminoso Björt framtíð                                     | A    |  | Björt Ólafsdóttir     | Liberalismo social, Liberalismo verde, Europeísmo                                                                            | Centro                     | 0 / 63  | 0 / 72                | 0 / 504                    |
|      | Frente Popular da Islândia Alþýðufylkingin                        | R    |  | Þorvaldur Þorvaldsson | Anticapitalismo, Ambientalismo, Euroceticismo, Pacifismo, Socialismo revolucionário                                          | Extrema-esquerda           | 0 / 63  | 0 / 72                | 0 / 504                    |
|      | Aurora Dögun - stjórnmálasamtök um réttlæti, sanngirni og lýðræði | T    |  | Liderança coletiva    | Populismo, Europeísmo | Centro-esquerda a Esquerda | 0 / 63  | 0 / 72                | 0 / 504                    |
|      | Frente Nacional da Islândia Íslenska þjóðfylkingin                | E    |  | Guðmundur Þorleifsson | Nacionalismo, Populismo de direita, Euroceticismo, Liberalismo económico, Anti-Islão, Anti-imigração, Conservadorismo social | Direita a Extrema-Direita  | 0 / 63  | 0 / 72                | 0 / 504                    |
|      | Partido da Liberdade Frelsisflokkurinn                            |      |  | Gunnlaugur Ingvarsson | Nacionalismo, Anti-multiculturalismo                                                                                         | Direita a Extrema-Direita  | 0 / 63  | 0 / 72                | 0 / 504                    |
|      | Partido Rural Landsbyggðarflokkurinn                              |      |  | Ylfa Mist Helgadóttir | Agrarianismo | Centro                     | 0 / 63  | 0 / 72                | 0 / 504                    |
|      | Partido Humanista Húmanistaflokkurinn                             | H    |  | Júlíus Valdimarsson   | Humanismo, Anticapitalismo, Coletivismo                                                                                      | Centro-esquerda            | 0 / 63  | 0 / 72                | 0 / 504                    |
|      | Arco-Íris Regnboginn                                              |      |  | Jón Bjarnason         | Ambientalismo, Euroceticismo, Socialismo                                                                                     | Esquerda                   | 0 / 63  | 0 / 72                | 0 / 504                    |